# Escíncid del rei
L'escínid del rei (Egernia kingii) és una espècie de llangardaix de la família dels escíncids. És endèmica d'Austràlia.

## Etimologia
El nom específic kingii, és en honor a l'australià Phillip Parker King, que va explorar la costa d'Austràlia mentre era oficial de la Royal Navy.

## Història

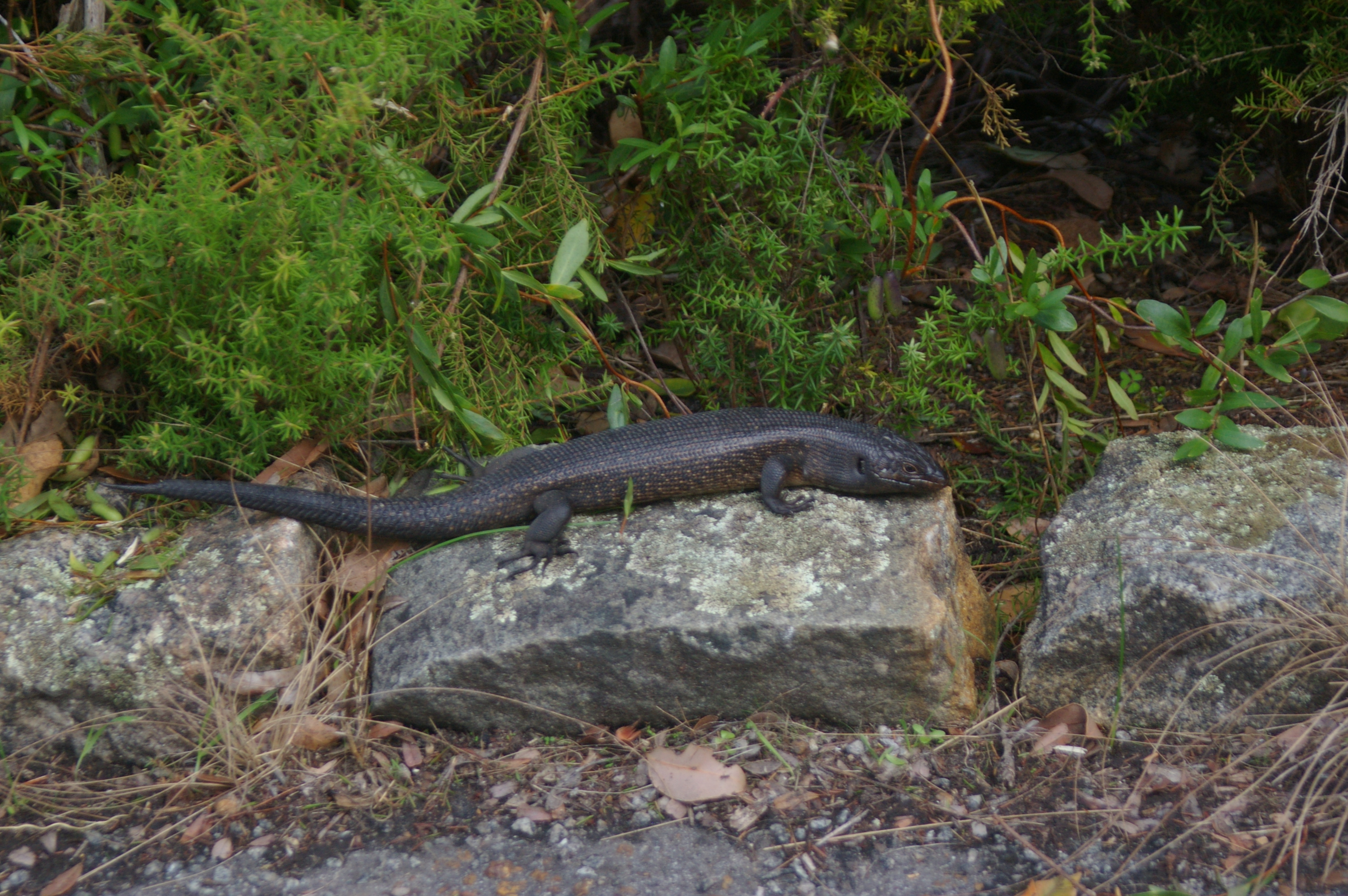
Un escíncid del rei prop d'Albany

Un nom tradicional de l'escíncid del rei és wady, donat pel poble Nyungar del sud-oest d'Austràlia Occidental. El primer europeu que va dibuixar un escíncid de rei va ser l'artista i naturalista Ferdinand Bauer que va fer un dibuix detallat d'un durant l'expedició de Flinders el 1801.

## Hàbitat
L'escínid del re és originari de les regions costaneres del sud-oest d'Austràlia. És comú a l'illa Rottnest, l'illa Penguin i algunes zones costaneres amb bosc obert i brucs oberts.

## Descripció
És un escíncid negre gran i de cos pesat que pot assolir una longitud total (inclosa la cua) de 55 centímetres amb un pes de 220 grams.

## Dieta
És omnívor i consumeix majoritàriament matèria vegetal més suau de la gamma de vegetació local, però complementa la seva dieta amb insectes i ous d'ocells.

## Depredadors
L'escíncid del rei és presa de molts animals, incloses les serps tigre. Tot i així es troba el seu estat de conservació és de risc mínim.

## Reproducció
Com molts escíncid, és vivípar, i després d'un període de gestació de 20 a 22 setmanes, dóna a llum a ventrades de 2 a 8 cries que tenen un pes aproximat de 7 grams. La mortalitat juvenil és alta i el creixement fins a la mida adulta és lent, de manera que els exemplars madurs poden tenir una vida bastant llarga.